# أوبينوتوزوماب
أوبينوتوزوماب هو جسم مضاد وحيد النسيلة طورته هوفمان-لا روش لعلاج الورم اللمفي. يعمل بصفته محفزاً للمناعة. كان اسمه قبل عام 2009 أفوتوزوماب.
حصل على موافقة إدارة الغذاء والدواء الأمريكية في 1 تشرين الثاني 2013، ويسوق تحت اسم تجاري هو غازيفا (Gazyva).